# Minaya
Minaya est une commune d'Espagne de la province d'Albacete dans la communauté autonome de Castille-La Manche.

## Géographie
Minaya se trouve à 53 km d'Albacete, la capitale de la province.

## Histoire
La commune doit son nom à Alvar Fáñez Minaya, un des lieutenants de Rodrigo Díaz de Vivar.

## Administration
| Période                                  | Période | Identité | Étiquette | Qualité |
| ---------------------------------------- | ------- | -------- | --------- | ------- |
|                                          |         |          |           |         |
| Les données manquantes sont à compléter. |         |          |           |         |